# Wyatt Earp
Wyatt Berry Stapp Earp (Monmouth, 19 de março de 1848 – 13 de Janeiro de 1929) ocupou vários postos policiais no oeste Americano. Foi um dos protagonistas do Tiroteio em O.K. Corral em Tombstone, Arizona, junto com Doc Holliday, Virgil Earp, e Morgan Earp. Faz parte dos vultos reais que se tornaram lendários pelos seus feitos registrados na História do Velho Oeste americano, inspirando numerosos westerns.
Wyatt Earp é mais conhecido como um temido xerife de fronteira que trabalhou nas cidades de Wichita e Dodge City (Kansas), e em Tombstone, Arizona, onde sobreviveu ao tiroteio do O.K. Corral. Mas como xerife trabalhou somente por 5 anos de uma vida longa e aventureira, atuando em garimpos e investindo em salões de jogos. Era famoso por sua célebre frase: "Eu sou a lei e isso acaba aqui".
Wyatt passou a maior parte da vida viajando pelos desertos do sudoeste com seus quatro irmãos Virgil, Morgan, James e Warren, além da esposa Josie. 

## História
Nasceu em Monmouth, Illinois, em 19 de março de 1848. Em 1864 mudou-se com seus pais para perto de San Bernardino, Califórnia, onde foi empregado da estrada de ferro. Wyatt retornou para o leste e casou-se em 1870, mas com a morte repentina de sua noiva, voltou para o território selvagem e trabalhou como caçador do búfalo e guia de diligências. 
Em 1875 chegou em Wichita, onde se juntou a força policial. Em 1876, mudou-se para a Dodge Citty, Kansas onde se transformou em negociante, delegado e dono de saloon. Foi aqui que ele se encontrou com Bat Masterson e Doc Holliday, e estabeleceu sua reputação como um xerife e jogador notável. 
Saindo de Dodge Citty com sua segunda esposa em 1878, Wyatt viajou para o Novo México e Califórnia, trabalhando por um momento como um agente da Fargo. Em 1879 juntou-se a seus irmãos e esposas na cidade mineradora de prata de Tombstone, Arizona. 
Wyatt planejou se estabelecer na cidade e adquiriu a concessão do salão de jogos Oriental. Seu irmão Virgil transformou-se em xerife da cidade, enquanto Morgan se tornou seu auxiliar. Foi aqui que Wyatt conheceu sua terceira esposa Josie. 
Em 26 de Outubro de 1881, uma disputa entre os irmãos Earp e um grupo conduzidos por Ike Clanton culminou no tiroteio mais comemorado do folclore norte-americano — o Tiroteio no OK Curral. Três do grupo de Clanton morreram, Ike e um outro membro ferido conseguiram escapar. Três irmãos Earp — Virgil, Wyatt e Morgan — junto com o Doc Holliday sobreviveram. Morgan e Virgil foram feridos, e Virgil deixou de ser xerife por sua participação nos homicídios. 
Em março de 1882 Morgan Earp foi assassinado por desconhecidos. Wyatt, junto com seu irmão Warren e alguns amigos, perseguiram os suspeitos do assassinato durante algumas poucas semanas e a "vendetta" resultou em mais quatro mortos.
Após ser acusado destes assassinatos, Wyatt e a esposa Josie fugiram do Arizona para o Colorado. Acamparam em garimpos nos anos seguintes. Estiveram em Coeur d'Alene, Idaho e em 1886, estabeleceram-se momentaneamente em San Diego, onde Wyatt investiu em propriedades e saloons de jogos. 
Em 1897 Wyatt e Josie dirigem-se para Nome, Alasca, onde operaram um saloon durante a corrida do ouro no Alasca. Retornaram à América em 1901 com uns US$ 80 000 estimados e se dirigiram imediatamente para a garimpagem de ouro em Tonopah, Nevada, onde retornam as atividades de saloon, jogo e mineração. 
Depois disso, Wyatt fez prospecção e reivindicou para garimpo uma parte do Deserto do Mojave e do Vale da Morte. Em 1906 descobriu diversas jazidas que continham ouro e cobre perto de Vidal, Califórnia no rio de Colorado e registraram reivindicações numerosas na base das montanhas de Whipple.
Ele morreu em 13 de janeiro de 1929 em Los Angeles, aos oitenta anos de idade.

## Cinema
- No final da vida, com o sucesso dos filmes de Hollywood sobre o Velho Oeste, Earp chegou a se relacionar com alguns astros do gênero, como Tom Mix e John Wayne. John Ford realizou seu filme sobre o tiroteio do Curral OK em 1946, My Darling Clementine (br.: Paixão dos Fortes; pt.: A Paixão dos Fortes), tendo Henry Fonda como Earp, e alardeava que teria ouvido a história do próprio Wyatt Earp. Anos depois teria admitido que nem tudo era a verdade, ao dizer algo como "Se a lenda for melhor que a realidade, filme-se a lenda", tema de um de seus últimos grandes westerns, The Man Who Shot Liberty Valance (br.: O Homem Que Matou o Facínora; pt.: O Homem que Matou Liberty Valance), de 1962. John Sturges também filmou sua versão da história em Gunfight at the O.K. Corral (br.: Sem Lei e Sem Alma; pt: Duelo de Fogo), em 1957.
- Em 1957 foi interpretado por Burt Lancaster no filme Gunfight at the OK Currall, de John Sturges.
- O roteiro do filme Sunset de 1988 explora a amizade de Wyatt Earp e Tom Mix. Na história os dois se conhecem em Hollywood e se unem para investigar um crime misterioso.
- Em 1993 foi representado por Kurt Russel no filme Tombstone (br.: Tombstone - a justiça está chegando), dirigido por George P. Cosmatos.
- Em 1994, o filme Wyatt Earp, dirigido por Lawrence Kasdan, teve o personagem interpretado por Kevin Costner. O filme foca no inicio da trajetória de Earp.
- Em 2012, em A Vingança de Wyatt Earp, foi interpretado por Val Kilmer e Shawn Roberts.
- Val Kilmer interpretou personagens da história de Wyatt em duas ocasiões diferentes: a primeira, em 1993, em tombstone, interpretando Doc Holliday, amigo de Earp; E na segunda, em 2012, como o próprio protagonista
- No desenho Woody Woodpecker (Pica-Pau), Wyatt Earp é retratado como um bandido em um episódio do Velho Oeste, porém com o nome Wyatt Burp.
- Aparece no Arco 025 do 1.º Doctor Who.